# Adam Rich
Adam Rich (ur. 12 października 1968 roku w Brooklynie, w stanie Nowy Jork, zm. 7 stycznia 2023 w Los Angeles) – amerykański aktor telewizyjny i filmowy.

## Życiorys
Jest jednym z dwóch synów mechanika Roberta i Francine Rich, ma brata Wayne'a. W wieku ośmiu lat po raz pierwszy pojawił się na srebrnym ekranie w serialu sensacyjnym sci-fi ABC Sześciomilionowy dolarowy człowiek (The Milionów Dolarowy Six Million Dollar Man, 1976), gdzie swoją karierę rozpoczynała także Farrah Fawcett. Rok później stał się sławny, po tym jak wystąpił w roli najmłodszego syna Nicholasa Bradforda w operze mydlanej Osiem to wystarczająco (An Eight Is Enough Wedding, 1977-81), za którą dwukrotnie (1980 i 1981) zdobył nagrodę dla Młodego Artysty w Los Angeles. Stworzył bardzo ciekawą kreację uhonorowaną Young Artist Award ślepego chłopca oskarżanego o kradzież największego diamentu w telewizyjnym dramacie kryminalnym The Zertigo Diamond Caper (1982). Zabłysnął także w roli Danny'ego Blake'a w sensacyjnym serialu przygodowym ABC Code Red (1981-82) z Andrew Stevensem. Po tych dwóch produkcjach telewizyjnych z jego udziałem zaczęły się kłopoty.
Od czasu gdy mając dziesięć lat po raz pierwszy zapalił marihuanę, w latach 1983–91 i 2003 roku wysyłany był na kuracje odwykowe. W 1986 roku porzucił Chatsworth High School w Chatsworth, w stanie Kalifornia, a rok potem trafił na terapię detoks. W 1989 roku przez dwa tygodnie był w śpiączce, a uzależniony od kokainy, alkoholu i narkotyków leczył się w klinice Betty Ford Center na Rancho Mirage, w stanie Kalifornia. W 1991–92 kilkakrotnie popadał w konflikt z prawem.
W latach 90. powrócił jednak na mały ekran w serialu Słoneczny patrol (Baywatch, 1993).

## Filmografia

### Filmy kinowe
- 1981: Diabeł i Pan Devlin (The Devil and Max Devlin) jako Toby Hart
- 1979: Tukiki i jego poszukiwanie Świąt Bożego Narodzenia (Tukiki and His Search for a Merry Christmas) jako Tukiki (głos)

### Filmy TV
- 1989: Niejakie osiem to wystarczający ślub (An Eight Is Enough Wedding) jako Nicholas Bradford
- 1987: Osiem to wystarczająco: Rodzinne pojednanie (Eight Is Enough: A Family Reunion) jako Nicholas Bradford
- 1986: George Carlin: Zagrania z twoją głową (George Carlin: Playin' with Your Head) jako Billy
- 1982: diamentowy przylądek (The Zertigo Diamond Caper) jako Jeffrey Brenner
- 1977: Miasto (The City) jako Donnie Collins

### Seriale TV
- 1993: Słoneczny patrol (Baywatch) jako Ethan
- 1986: Srebrne łyżki (Silver Spoons)
- 1986: St. Elsewhere jako Louis Appleton
- 1983-1984: Dungeons & Dragons jako Presto the Magician (głos)
- 1983: Charlie Cykor (Gun Shy) jako Clovis
- 1982: CHiPs jako Louis Hindall
- 1981-1982: Zaszyfrowany czerwony (Code Red) jako Danny Blake
- 1980: 3-2-1 kontakt (3-2-1 Contact) jako Nicholas Bradford
- 1979: Statek miłości (The Love Boat) jako Brian
- 1978-1982: Fantastyczna wyspa (Fantasy Island) jako Herbie Block
- 1977-1981: Osiem to wystarczająco (An Eight Is Enough Wedding) jako Nicholas Bradford
- 1976: Sześciomilionowy dolarowy człowiek (The Milionów Dolarowy Six Million Dollar Man) jako Bob